# Лауенхаген
Лауенхаген (њем. Lauenhagen) општина је у њемачкој савезној држави Доња Саксонија. Једно је од 38 општинских средишта округа Шаумбург. Према процјени из 2010. у општини је живјело 1.448 становника. Посједује регионалну шифру (AGS) 3257019.

## Географски и демографски подаци
Лауенхаген се налази у савезној држави Доња Саксонија у округу Шаумбург. Општина се налази на надморској висини од 60 метара. Површина општине износи 9,7 km². У самом мјесту је, према процјени из 2010. године, живјело 1.448 становника. Просјечна густина становништва износи 149 становника/km².